# Бубастис
Бубастис (на коптски: Ⲡⲟⲩⲃⲁⲥϯ, на старогръцки: Βούβαστις) е древноегипетски град, останките на който се намират в днешния град Заказик.
В Древността Бубастис е център на ном в Долен Египет и главен център на култа към богинята Бастет. Достига най-голям разцвет при Двадесет и втора династия, наричана също Бубастиска династия (X – VIII век пр. Хр.), и запада след завладяването на Египет от Ахеменидското царство през VI век пр. Хр. Въпреки това селището продължава да съществува до Късната античност, като са известни имената на няколко християнски епископи от IV – V век.